# 13530 Ninnemann
13530 Ninnemann (1991 RS2) là một tiểu hành tinh vành đai chính được phát hiện ngày 9 tháng 9 năm 1991 bởi L. D. Schmadel và F. Borngen ở Tautenburg.